# Otto Edler von Ballasko
Otto Edler von Ballasko (29. dubna 1919 Liberec, Československo – 5. února 2005 Vídeň) byl sudetský Němec, narozený jako občan ČSR. Během druhé světové války sloužil jako bombardovací pilot Luftwaffe a německý důstojník.

## Život
Otto Edler se narodil v roce 1919 v Liberci v tehdejším Československu do rodiny sudetských Němců se šlechtickým původem.
Sloužil u 9. Staffel / Kampfgeschwader 1 „Hindenburg“. Létal zejména na bombardérech Junkers Ju 88. Za celou dobu války odlétal celkem 401 bojových letů na bombardérech na Západní i Východní frontě, hlavně proti Anglii a Sovětům.
Byl vyznamenán Rytířským křížem Železného kříže.

## Vyznamenání
- Železný kříž 2. třídy
- Železný kříž 1. třídy
- Rytířský kříž Železného kříže 13. srpna z 1942